# Oh Baby (Twenty 4 Seven-dal)
Az Oh Baby a holland Twenty 4 Seven nevű eurodance csapat 3. I Wanna Show You című stúdióalbumának első kimásolt kislemeze. A dalhoz készült videoklipet Londonban készítették. A rendező Steve Walker volt. A dal nem volt túlzott sláger, úgy mint a csapat korábbi kislemezei, azonban több európai országban Top 40-es helyezést sikerült elérnie.

## Számlista

### CD maxi
Hollandia / Ausztrália / Európa
1. "Oh Baby""                                        — 4:57
2. "Oh-Strumental"                                   — 4:57
3. "Oh Baby" (Atlantic Ocean Dance Mix    )          — 5:08

## Slágerlista

### Heti összesístések
| Slágerlista (1994–95)              | Legjobb helyezés |
| ---------------------------------- | ---------------- |
| Ausztrália (ARIA)                  | 120              |
| Belgium (Ultratop 50 Flanders)     | 27               |
| Belgium (VRT Top 30 Flanders)      | 21               |
| Németország (Media Control Charts) | 33               |
| Hollandia (Dutch Top 40)           | 20               |
| Hollandia (Single Top 100)         | 26               |
| Svájc(Schweizer Hitparade)         | 37               |

### Év végi összesítések
| Slágerlista (1994)       | Helyezés |
| ------------------------ | -------- |
| Hollandia (Dutch Top 40) | 166      |